# Stray Cat Blues
«Stray Cat Blues» —en español: «Blues de la gata callejera»— es una canción de la banda británica de rock The Rolling Stones, incluida como la octava pista de su disco Beggars Banquet de 1968. 

## Historia
Fue escrita por Mick Jagger y Keith Richards y producida por Jimmy Miller. La producción de Miller de la canción es muy representativa de su estilo, con un ritmo muy prominente del hi hat, presentando el piano interpretado por Nicky Hopkins, un mellotron interpretado por Brian Jones, todas las guitarras eléctricas (incluyendo slide) tocadas por Richards y voces de Jagger mantenido incluso en la mezcla. Según Mick Jagger, la canción fue inspirada por «Heroin», de The Velvet Underground. Las introducciones de ambas son similares.
La canción se cuenta desde la perspectiva de un hombre que deseaba tener relaciones sexuales con una groupie de 15 años de edad, argumentando que "it's no hanging matter, it's no capital crime." (no es motivo para ser ahorcado, no merece la pena de muerte).
«Stray Cat Blues» fue grabada durante los meses de mayo y junio de 1968, en los Olympic Studios de Londres, producida, al igual que todas las pistas del álbum, por Jimmy Miller. Los ingenieros de sonido que participaron fueron Glyn Johns y Eddie Kramer.
Una actuación en vivo fue grabada durante el American Tour 1969 de los Stones y lanzada en el álbum en vivo Get Yer Ya-Ya's Out! (1970). Nitzer Ebb versionó esta canción en el sencillo «I Give To You» en 1991. Johnny Winter hizo un cover en 1974. Una versión de la canción también apareció en el EP de Soundgarden Satanoscillatemymetallicsonatas (1992) y como lado B del sencillo «Jesus Christ Pose».
La canción aparece en el videojuego Guitar Hero: Warriors of Rock,en la película Joy (2015) y en la serie argentina Okupas (2000)

## Personal
Acreditados:
- Mick Jagger: voz.
- Keith Richards: guitarra eléctrica.
- Brian Jones: guitarra slide, teclado.
- Bill Wyman: bajo.
- Charlie Watts: batería.
- Nicky Hopkins: piano.
- Rocky Dijon: congas.